# María Gabriela Chávez
María Gabriela Chávez Colmenares est une diplomate et femme d'affaires vénézuélienne, née dans l'État de Barinas le 12 mars 1980. Elle est la fille de l'ancien président du Venezuela Hugo Chávez.

## Biographie
María Gabriela Chávez est née en mars 1980, elle est la fille d'Hugo Chávez avec Nancy Colmenares, sa première femme. Elle est la seconde parmi ses cinq enfants connus : Rosa Virginia, Hugo Alejandro, Rosinés et Sara Manuela. Elle est diplômée en communication de l'université bolivarienne.
Lors du coup d'État de 2002, Hugo Chávez réussit à communiquer à l'extérieur qu'il n'a pas démissionné dans un appel téléphonique à María Gabriela Chavez qui, grâce à des opérateurs du palais de Miraflores restés loyaux à Chávez, réussit à parler d'abord à Fidel Castro puis à la télévision cubaine. 
Après la séparation d'Hugo Chávez avec sa seconde femme Marisabel Rodriguez, Maria Gabriela a assumé le rôle de la Première dame du Venezuela et  accompagne son père lors des voyages présidentiels et les actes officiels. Ainsi, elle a participé comme First lady lors du sommet ibéro-américain des chefs d'État et de gouvernement, qui s’est tenue au Chili en 2007. 
Selon Forbes, elle serait la personne la plus riche du Venezuela avec une fortune estimée à 3,5 milliards de dollars. En 2015, elle est désignée ambassadrice du Venezuela à l’Organisation des Nations unies. Alors qu'elle n'a pas d'expérience politique, des rumeurs ont couru qu'elle pourrait être la candidate du chavisme à la prochaine élection présidentielle.

## Népotisme
L'homme politique chaviste Diosdado Cabello, s'est irrité des accusations de népotisme concernant María Gabriela Chávez, désignée représentante du Venezuela à l’ONU mais aussi pour Nicolás Maduro Guerra le fils de Nicolás Maduro : « Quelle honte que le comportement de l’opposition ! Ils attaquent “Nicolasito” et María Gabriela, ils s’en prennent à nos familles. C’est ça la droite. C’est une forme de fascisme, ils n’ont aucun respect pour la famille ».

## Vie privée
L'acteur Manuel Sosa est présenté un temps comme le petit ami de María Gabriela Chávez,.